# Джерельник зігнутостебловий
Джерельник зігнутостебловий (Cratoneuron curvicaule) — вид мохів порядку гіпнобрієвих (Hypnales).

## Поширення
Ареал охоплює такі частини світу: Європа, Північна Америка, Азія.

## Галерея

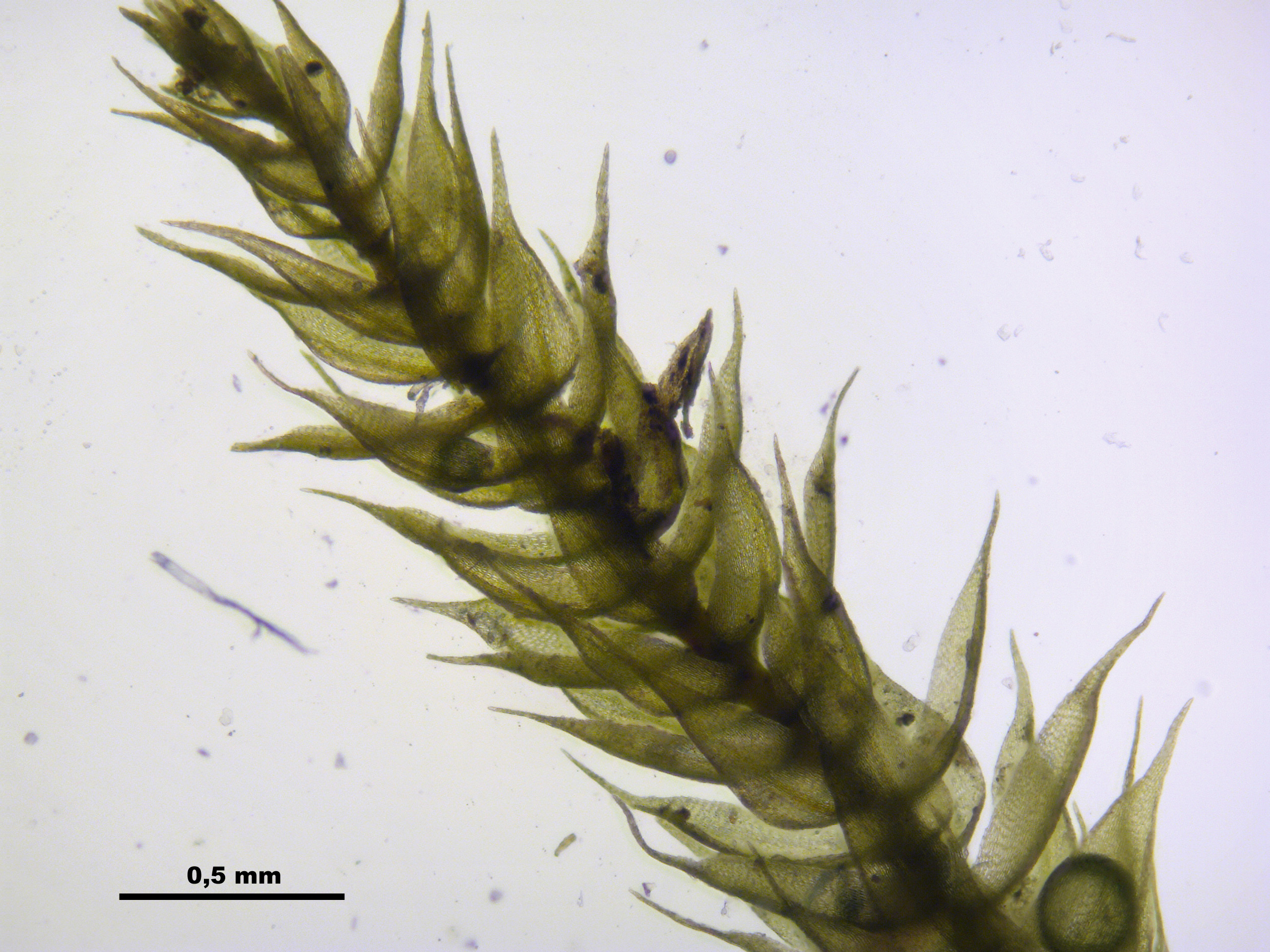
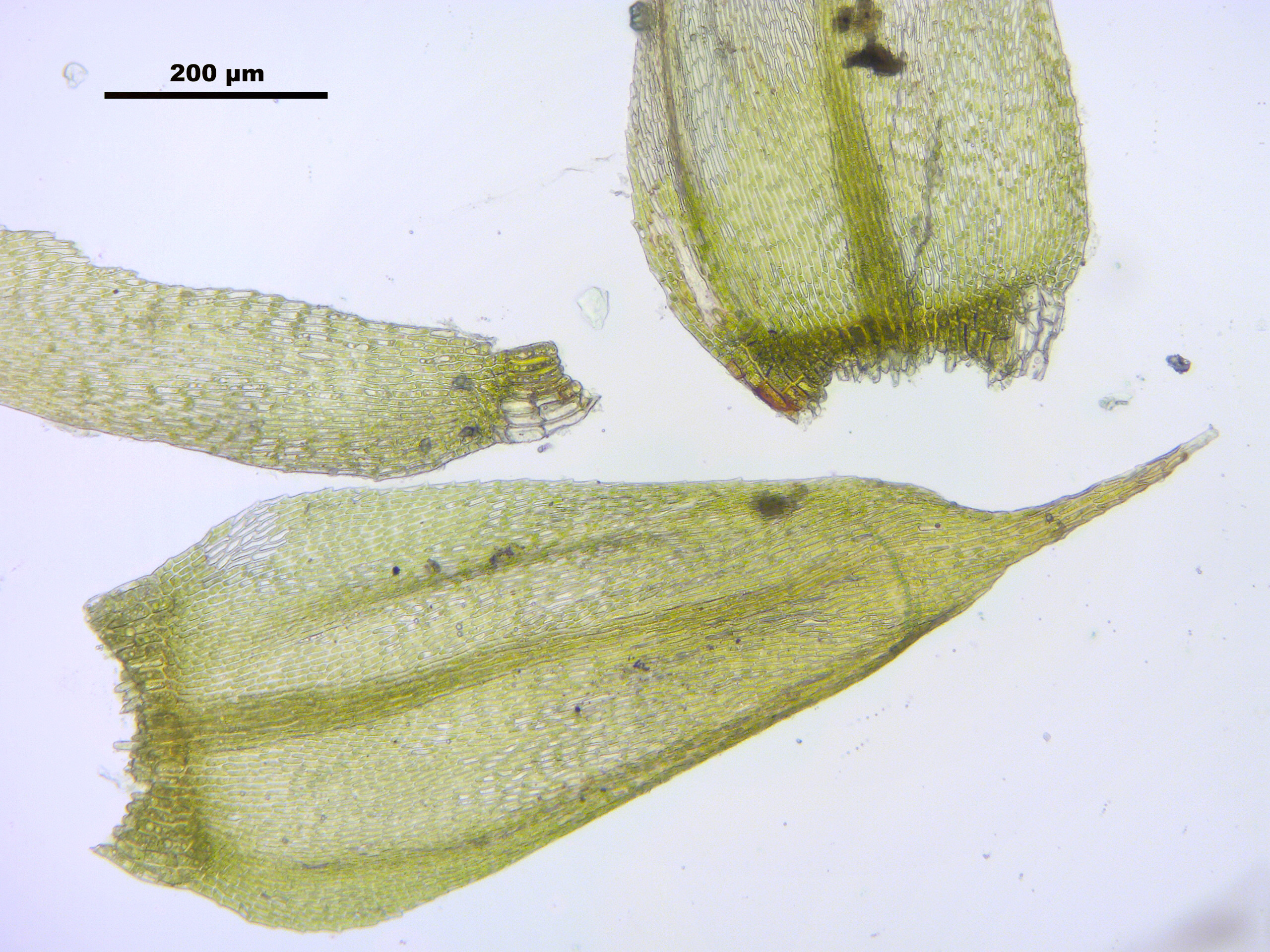